# Castillo de Urrea

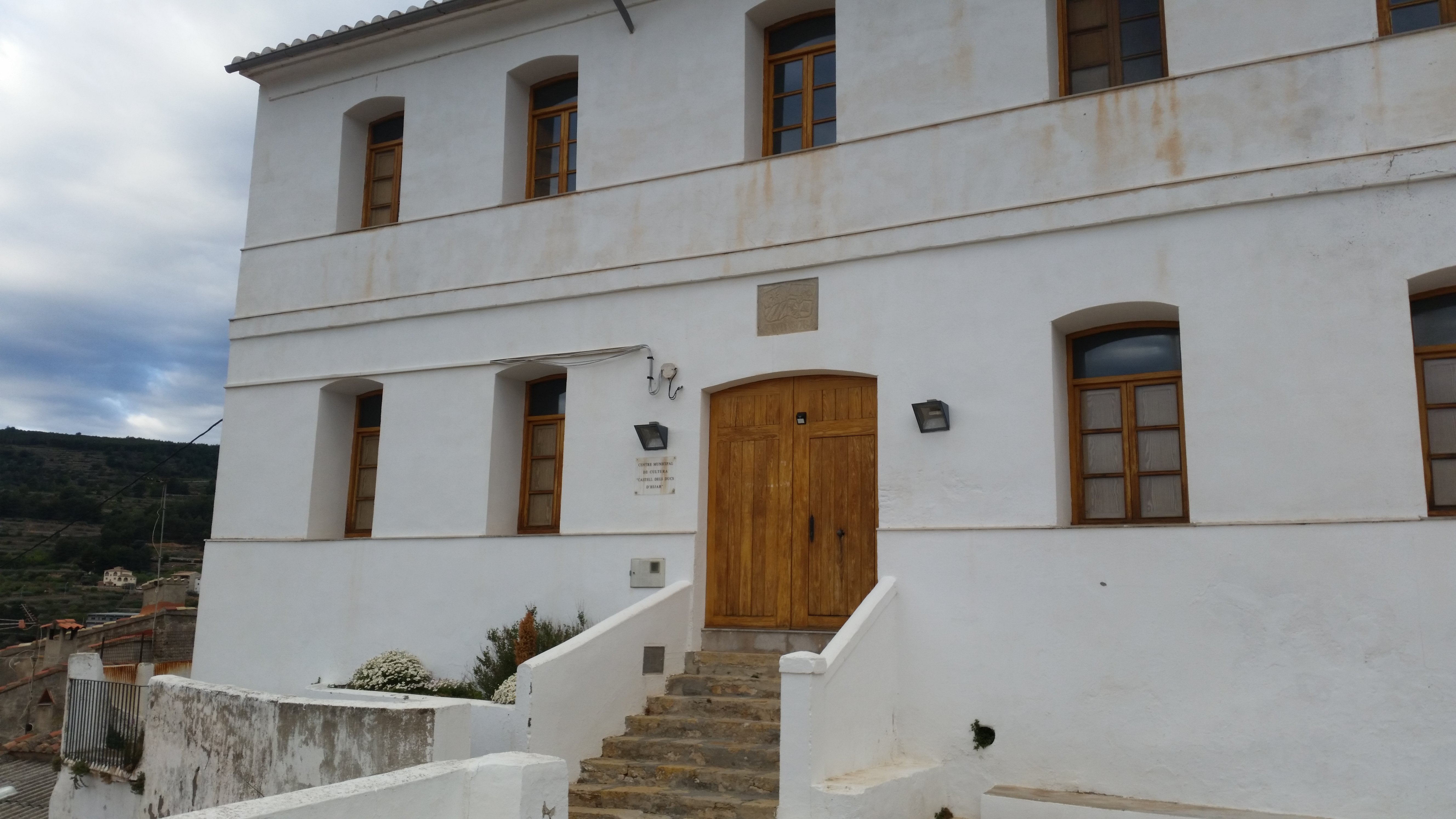
Fachada principal.

El castillo palacio de Urrea también conocido como palacio de los Duques de Hijar está situado en el municipio de Lucena del Cid (Provincia de Castellón, España). Aunque en la actualidad no presenta una fisonomía medieval ya que fue remodelado totalmente en el siglo XIX, sus orígenes se remontan a la Edad Media y hoy alberga el Museu Etnològic.
El castillo existía ya en época musulmana, aunque las remodelaciones medievales cristianas debieron ser muy importantes dándole unas características góticas que aún perduraban en el siglo XIX antes de la última y definitiva de 1876, que le dio la fisonomía que tiene actualmente.
Está catalogado como Bien de interés cultural no presentando ni inscripción ni expediente, pese a contar con un código identificativoː12.04.072-002
Las primeras referencias escritas sobre el castillo se remontan al siglo XVII, concretamente figuran en Capbreu de 1613, en donde se dice que el señor conde posee: «Un castillo murado con aposentos y graneros... puesto y situado en lo alto de la dicha villa, sobre unas peñas que lo circundan alrededor, dentro de las murallas de la villa».
Otro documento importante referido a este edificio, es un plano de las fortificaciones de Llucena en 1811 que figura en un informe, ya citado anteriormente, sobre las defensas del pueblo en previsión de un ataque de los franceses en la época de la guerra de la Independencia. En ese plano se puede observar la planta del castillo, que es tal y como la describe posteriormente Pascual Madoz, pero con cuatro torreones, uno en cada esquina del edificio, y no solamente con dos como podría desprenderse de la descripción de éste. Madoz dice del castillo:

El castillo viejo propio del Sr. duque de Hijar, (está) situado al N. de la población, ocupando el extremo de la montaña, sobre la que se asienta la villa; su figura es polígona irregular, con 3 lados como los de un cuadro perfecto, y en el S. formado por 2 diagonales que rematan en un ángulo saliente en el centro. Su entrada se halla al Este. defendida por 2 torreones, que como todo el edificio son mampostería con los ángulos de piedra sillar; en las paredes del edificio existen, aunque tapiadas la mayor parte, varias ventanas ojivas con una delgada columna gótica que las divide por la mitad, y cuyos capiteles están afiligranados. Tiene en el piso bajo una espaciosa sala y un calabozo, en el superior 4 separaciones, además de la pieza del centro, que sirve para pasar a todas las demás con suficiente espacio para la habitación del alcaide. Las piezas están ventiladas y con mucha luz, a excepción del calabozo del piso bajo, si bien expuestas en el invierno a los recios vientos del Peñagolosa, son muy frías y sumamente desabrigadas".
Diccionario geográfico-estadístico-histórico de España y sus posesiones de Ultramar (1847), Pascual Madoz

En 1876, en vista del mal estado del edificio, y para mejor adecuarlo a su función de cárcel del partido judicial, fue remodelado totalmente, adquiriendo así el castell el aspecto que tiene en la actualidad.